# 9 mars 1998
Le lundi 9 mars 1998 est le 68e jour de l'année 1998.

## Naissances
- Grace Norman, triathlète handisport américaine
- Jan Bamert, footballeur suisse
- Jermaine Francis, athlète kittitien, spécialiste du saut en hauteur
- Kaylin Whitney, athlète américaine, spécialiste des épreuves de sprint

## Décès
- Éric de Dampierre (né le 4 juillet 1928), ethnologue et professeur d'université français
- Anna Maria Ortese (née le 13 juin 1914), femme de lettres italienne
- Anton Luli (né en 1910), prêtre jésuite albanais
- Colin Patterson (né le 13 octobre 1933), paléontologue britannique
- Gérard de Montjou (né le 5 février 1903), personnalité politique française
- Jean-Marie Pérès (né le 8 octobre 1915), universitaire français
- Lisa Morpurgo (née le 19 mai 1923), écrivaine italienne
- Ulrich Schamoni (né le 9 novembre 1939), acteur allemand

## Événements
- Inde : victoire du Parti hindouiste aux élections en Inde.
- Découverte des astéroïdes (35473) 1998 EZ8 et (35474) 1998 EA9
- Publication du roman L'Aube de la rébellion
- Sortie de la chanson de Ricky Martin : The Cup of Life
- Sortie de la chanson des Spice Girls : Stop
- Sortie du single The Angel and the Gambler de Iron Maiden
- Création de Yahoo! Messenger